# Mochizuki Minoru

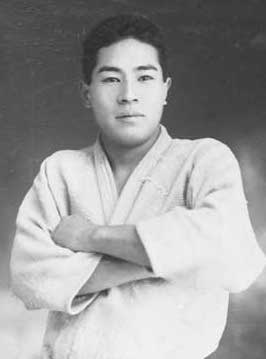
Mochizuki, um 1930

Mochizuki Minoru (jap. 望月 稔; * 11. April 1907 in der japanischen Präfektur Shizuoka; † 30. Mai 2003) ist der Begründer des Yoseikan Budō.
Er stammte aus einer Familie, in der das Leben mit den Kampfkünsten Tradition hatte, er wurde daher schon früh mit den Kampfkünsten konfrontiert. Seine Kampfkunstlaufbahn begann im Alter von sechs Jahren mit Gyokushin Jiu Jitsu. Mit 19 Jahren trat er dem Kōdōkan bei und lernte Judo. Aufgrund seines Talentes wurde Mochizuki von Kanō Jigorō zu Ueshiba Morihei geschickt. In Shizuoka eröffnete Mochizuki 1931 sein eigenes Dōjō. Dort unterrichtete er Aikidō, Judo, Karate und Katori-Shinto-Ryū. Mochizuki war der Erste, der Aikidō in Europa zeigte. 1951 reiste Mochizuki nach Frankreich, wo er Judo und Aikidō unterrichtete. In seinen letzten Jahren lebte und lehrte er in Frankreich bei seinem Sohn Hiroo.
Mochizuki Minoru besitzt in mehreren Budō-Künsten Graduierungen: 10. Dan Aikidō (IMAF), 9. Dan Jiu Jitsu, 8. Dan Iaijutsu, 8. Dan Judo, 5. Dan Kendō, 5. Dan Karate.